# Îlet à Cochons
L'îlet à Cochons est un îlot de Guadeloupe située dans le Petit Cul-de-sac marin à 600 m de la Grande-Terre.

## Toponymie
L'îlet fut, un temps, appelé îlet Brumant, du nom des grands-parents paternels de l'écrivaine Simone Schwarz-Bart, anciens propriétaires. Celle-ci avait ouvert, sur l'îlot, un restaurant  dénommé Le Bout du Monde.

## Géographie
L'îlet à Cochons est le plus grand des îlots du Petit Cul-de-sac marin. Selon la plus haute autorité internationale en matière de délimitation des mers, l'Organisation hydrographique internationale (OHI), dans sa publication de renommée mondiale, « Limites des océans et des mers », 3e édition de 1953 il fait partie de la mer des Caraïbes comme l'ensemble de la Guadeloupe.
Les chroniqueurs de l'époque coloniale ont rapporté que les navires accostaient en Basse-Terre pour se ravitailler en eau et en bois ; ils se rendaient également sur l'îlet pour capturer des cochons sauvages d'où son nom. L'écosystème est essentiellement marécageux. Le seul intérêt de l'îlot réside dans ses plages de sable blanc.

## Histoire
Les premiers habitants furent les Amérindiens, comme le prouvent les vestiges archéologiques, notamment des tessons en céramique, retrouvés sur place.
La présence de deux colons est signalée en 1745 ; des habitations sont construites et un four à chaux mis en service. En 1810, les Anglais, alors maîtres de la Guadeloupe, en font un lieu de quarantaine. En 1825, une bananeraie, avec son habitation, est exploitée,.
Entre 1865 et 1870, une batterie d'artillerie est installée à l'est, dont les 12 canons assuraient la défense de Pointe à Pitre. Il en subsiste le réduit, un corps de garde crénelé no 1, modèle 1846.
En 1928, à la suite du passage de l'ouragan Okeechobee sur la Guadeloupe, l'îlot est entièrement, rasé et sort vierge de toute forme de vie.
Aujourd'hui, une vingtaine de propriétaires se partagent cet îlot quasi-désert. Il est fréquenté par de nombreux pêcheurs et plaisanciers en particulier le week-end où des barbecues sont organisés.